# Mevali
Mevli o Mevali fou un estat tributari protegit del grup Pandu Mehwas a l'agència de Rewa Kantha, presidència de Bombai.
La superfície era de 13 km² amb un poble i quatre llogarets, i amb quatre tributaris separats. El riu Karad dividia l'estat en dues parts gairebé iguals, la part nord fèrtil i rica, mentre la part sud no estava cultivada. Els ingressos estimats per l'any 1881 eren de 235 lliures i el tribut de 150 lliures es pagava al Gaikwar de Baroda entre els quatre tributaris.